# Ernst Arthur Seemann

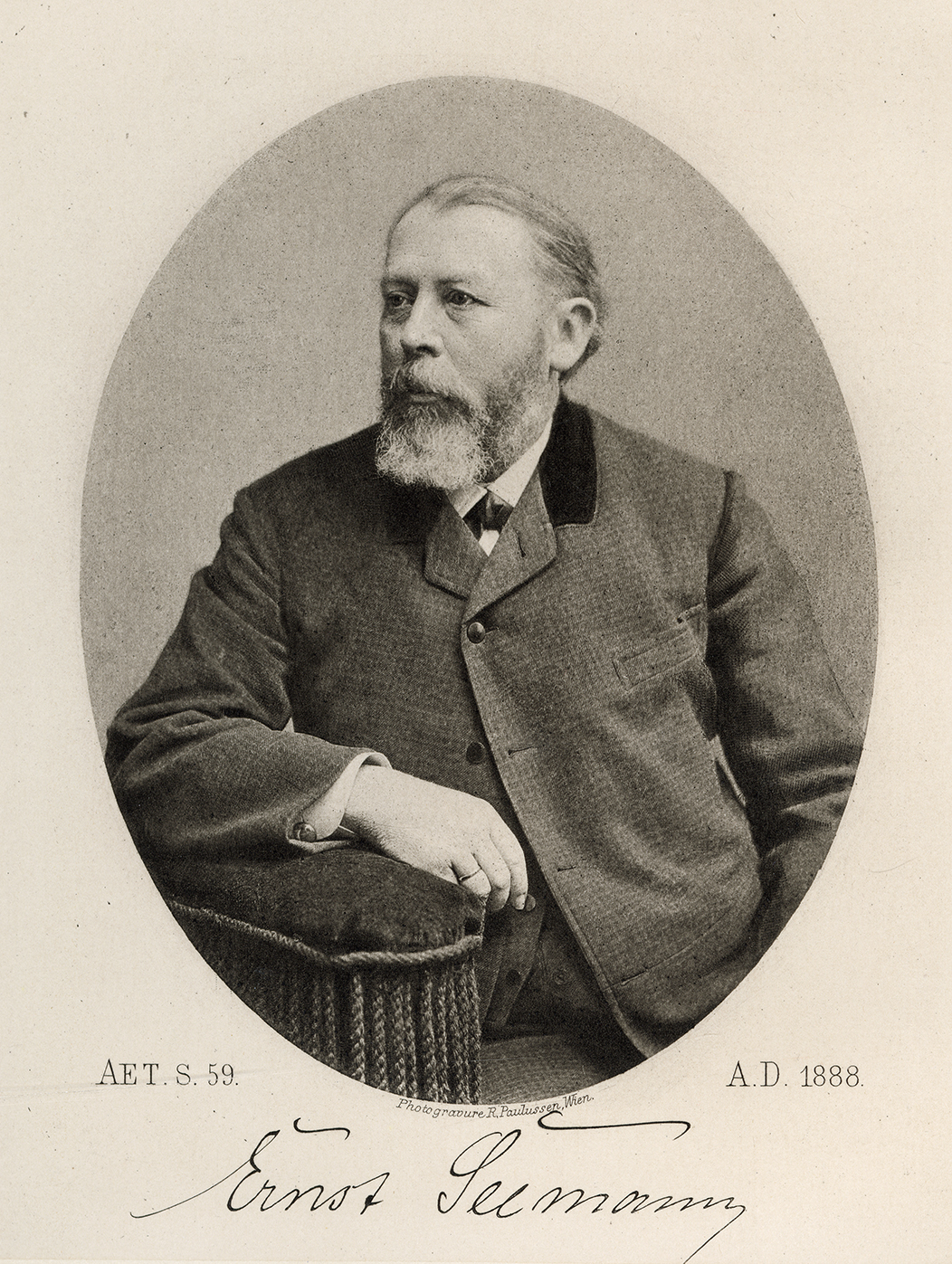
Ernst Arthur Seemann, 1888

Ernst Arthur Elert Heinrich Seemann (* 9. März 1829 in Herford; † 5. Oktober 1904 in Großbothen) war ein deutscher Verleger, Verlagsbuchhändler, Publizist und Gründer des Leipziger Verlages E. A. Seemann.

## Leben und Werk

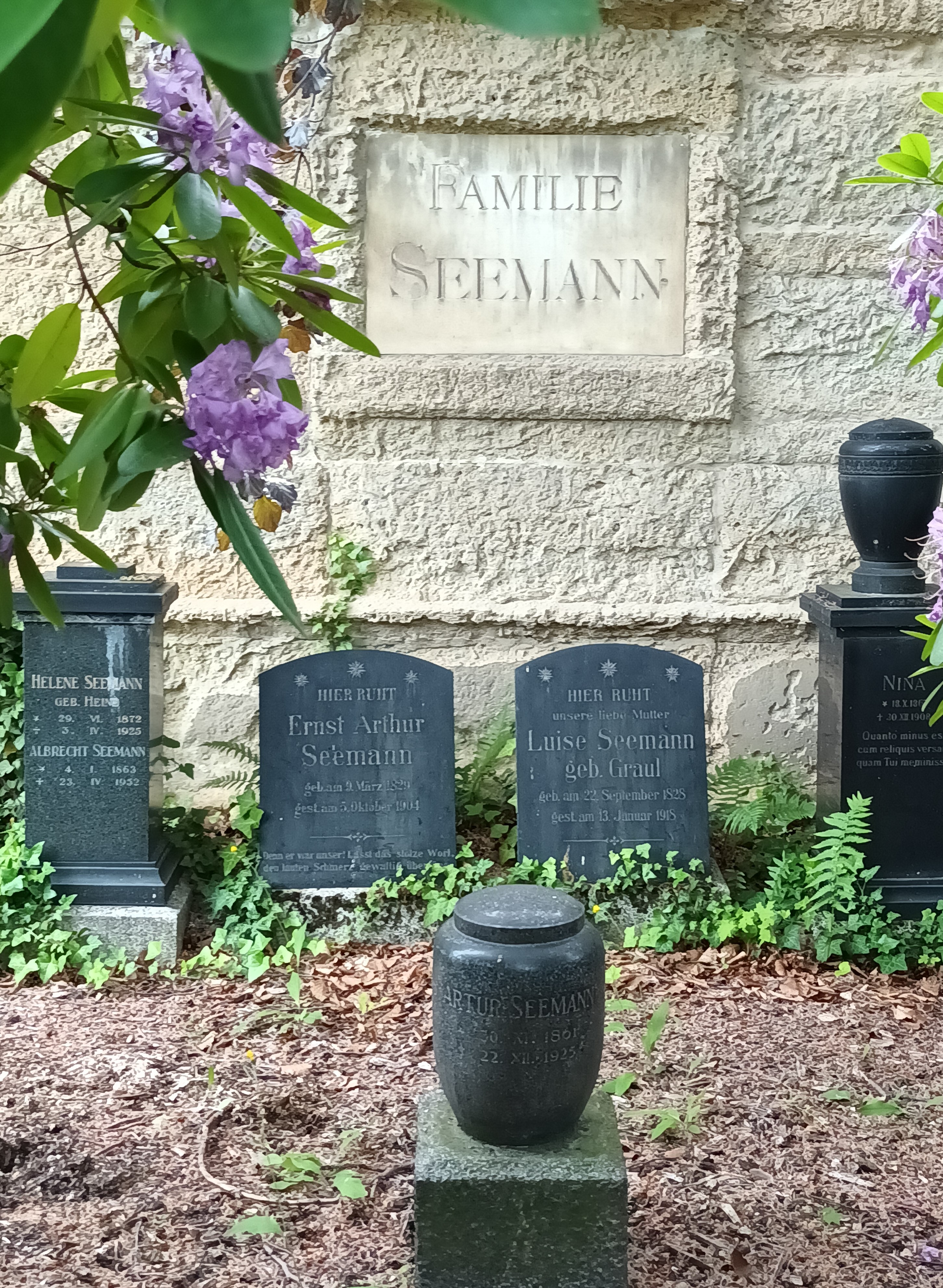
Grabstätte der Familie Ernst Arthur Seemann auf dem Nordfriedhof in Leipzig

Ernst Arthur Seemann wurde am 9. März 1829 als sechstes Kind eines Landgerichtsrates im westfälischen Herford geboren. 1844 verließ Seemann nach dem Tod seines Vaters vorzeitig das Gymnasium und begann 1845 eine Ausbildung zum Buchhändler in der Verlagsbuchhandlung Velhagen & Klasing in Bielefeld, um seine Familie finanziell zu unterstützen. Nach Abschluss der Lehre führte ihn sein beruflicher Weg erstmals nach Leipzig, in der Messestadt war er zwischen 1850 und 1852 als Buchhandlungsgehilfe bei Friedrich Volckmar und dem Verlag C. F. Amelang tätig. Nach seinem Militärdienst in Köln arbeitete Seemann in den Jahren 1853 bis 1855 in der Antiquariatsabteilung der Berliner Verlagsbuchhandlung A. Asher & Co. In dieser Zeit freundete er sich mit dem Publizisten und Maler Lorenz Clasen an. Nach dem erfolglosen Versuch, in Basel ein Antiquariat zu übernehmen, vermittelte ihn Clasen nach Leipzig, wo er 1856 als Zeitschriftenredakteur für die belletristischen Publikationen des Verlages von Albert Henry Payne arbeitete. In diesem Jahr arbeitete er auch am Conversations-Lexikon für bildende Kunst (Rengersche Buchhandlung, später Emil Graul, Leipzig 1845–1857) mit. Seemann beteiligte sich finanziell an der Verlagsbuchhandlung seines Freundes Emil Graul und heiratete 1857 dessen Schwester Luise Graul.
1858 übernahm Seemann die buchhändlerische Leitung des Verlages Pierer in Altenburg, wo er bis 1859 auch die Redaktion der 4. Auflage des Universals-Lexikons der Gegenwart und Vergangenheit betreute. Ebenfalls im Jahr 1858 gründete er am 1. Dezember in Essen, dem Wohnort seiner Mutter, unter dem Firmennamen E. A. Seemann seine Sortiments- und Verlagsbuchhandlung. Am 15. August 1861 siedelte er seinen nun reinen Verlag nach Leipzig über, nachdem er den Sortimentsteil des Unternehmens an den Halberstädter Buchhändler Julius Deiter veräußerte. Im gleichen Jahr wurde sein erster Sohn Artur Seemann geboren (* 30. November 1861 in Reudnitz; † 23. Dezember 1925 in Meran), der ab 1899 den Verlag seines Vaters, der sich krankheitsbedingt zurückgezogen hatte, weiterführen sollte. Weitere acht Kinder folgten in den kommenden Jahren, zum Jahresbeginn 1899 setzte sich Seemann zur Ruhe und übergab die Verlagsgeschäfte seinem Sohn Artur. Ernst Arthur Seemann verbrachte die letzten Jahre seines Lebens in Großbothen bei Grimma und starb am 5. Oktober 1904 nach einem Schlaganfall.
Von 1875 bis 1886 war Seemann mit nationalliberalen Ansichten Stadtverordneter in Leipzig, außerdem war er Vorstandsmitglied im Leipziger Kunstverein (von 1880 bis 1901), im Börsenverein der Deutschen Buchhändler (Schatzmeister von 1884 bis 1891, dazu Mitglied in mehreren Fachausschüssen) sowie im Deutschen Buchgewerbeverein. Unter Pseudonym (A. W.[olfgang] Becker, Adolf Bieber) veröffentlichte Seemann mehrere Werke als Herausgeber und Autor im eigenen Verlag, die unter dem Namen A. W.[olfgang] Becker publizierten Werke waren zugleich die ersten großen eigenständigen Veröffentlichungen des Leipziges Verlages. Außerdem trat er vielfach als Beiträger unter dem Kürzel „E. S.“ in verlagseigenen Periodika wie in der Zeitschrift für bildende Kunst in Erscheinung. Gustav Kirstein, späterer Geschäftsführer des Verlages, charakterisierte Ernst Arthur Seemann in einem Nachruf mit den Worten „Er sprach wenig und tat viel“:

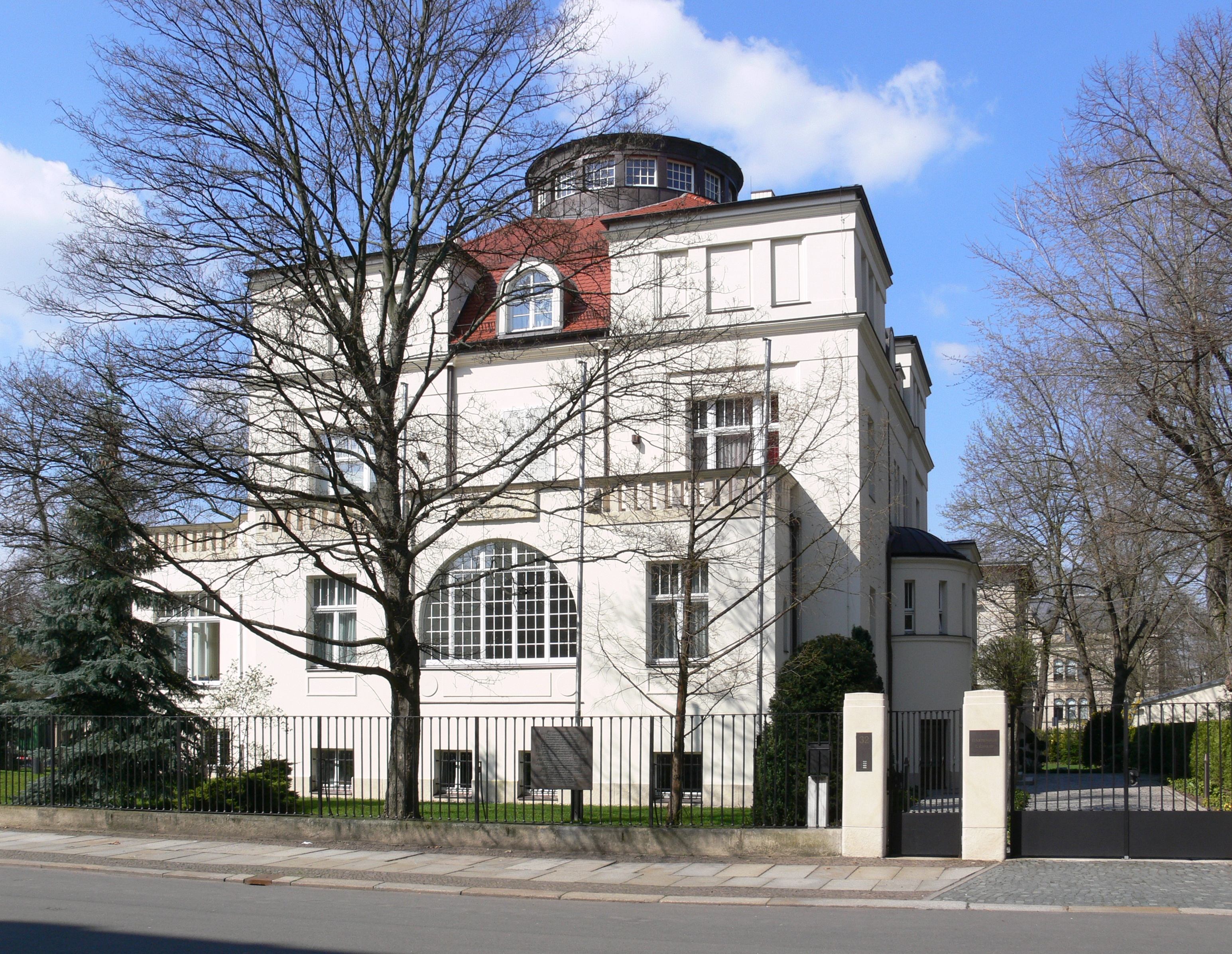
Villa Seemann, Wächterstraße 32 (2010)

Ernst Arthur Seemann war der Bauherr der um 1909 von Fritz Drechsler (1861–1922) erbauten Villa Seemann im Leipziger Musikviertel, Wächterstraße 32. Später wurde die Villa von dem jüdischen Kaufmann und Unternehmer Moritz Ury und dessen Frau bewohnt, die 1937 in die Schweiz emigrieren mussten. Das Haus wurde anschließend zum polnischen Konsulat. Während der sogenannten Polenaktion 1938 gegen jüdische Einwohner bot das Haus vorübergehend Zuflucht für etwa 1300 polnische Juden. Eine Gedenktafel an der Einfriedung des Gebäudes erinnert daran.
Im Graphischen Viertel von Leipzig wurde die frühere Gutenbergstraße 2001 in Seemannstraße umbenannt. Dort an der Stelle des 1995 erbauten Seemann-Karrees war seit 1912 das 1943 zerstörte Verlagshaus angesiedelt.

## Werke (Auswahl)
- A. W. Becker [Pseudonym] (Hrsg.): Charakterbilder aus der Kunstgeschichte in chronologischer Folge von den ältesten Zeiten bis zur italienischen Kunstblüthe. Nach den Darstellungen der vorzüglichen Kunstschriftsteller. E. A. Seemann, Leipzig 1862, SWB Online-Katalog 1175811742.
- A. Wolfgang Becker [Pseudonym]: Kunst und Künstler des 16., 17. und 18. Jahrhunderts. Biographien und Charakteristiken. E. A. Seemann, Leipzig 1863–1865, SWB Online-Katalog 1140225871.
- [Anonym]: Fingerzeige zur Abschätzung von Sortiments-(Antiquariats) und Verlagsgeschäften. E. A. Seemann, Leipzig 1863, DNB 579385655.
- Adolf Bieber [Pseudonym]: Einführung in die Geschichte der Baukunst. E. A. Seemann, Leipzig 1900, SWB Online-Katalog 1149809272.